# Walden Two
Pour les articles homonymes, voir Walden.
Walden Two ou Walden 2 : Communauté expérimentale[réf. nécessaire] est un roman utopiste et uchronique écrit par B. F. Skinner, publié en 1948 chez Hackett Publishing. À l'époque de sa publication, l'œuvre aurait pu être considérée comme de la science-fiction en raison des méthodes scientifiques utilisées pour modifier le comportement humain qui n'existaient pas encore. De telles méthodes sont aujourd'hui connues sous le nom d'analyse appliquée du comportement.

## Résumé
Deux étudiants et leurs compagnes, assistés par deux enseignants, vont faire « un stage » de quelques jours dans une communauté expérimentale libertaire, utopique et égalitaire. Cette communauté s'appelle « Walden Deux » ou « Walden II », en référence au récit Walden ou la Vie dans les bois d'Henry David Thoreau ; elle constitue en quelque sorte le prolongement et l'achèvement du projet « Walden I » de Thoreau.
La communauté applique le Code Walden, et les individus qui la composent sont répartis en quatre classes fonctionnelles : les Dirigeants (« Planners »), les Cadres (« Managers »), les Scientifiques (« Scientists »), les Travailleurs (« Workers »).